# Paul Clayton
Paul Clayton, född Paul Clayton Worthington den 3 mars 1931 i New Bedford, Massachusetts, död 30 mars 1967 i New York, var en amerikansk folksångare och folklorist, som var framträdande i folkmusikens återkomst under 1950- och 60-talen.
Han gjorde ett mycket stort antal inspelningar av amerikanska folksånger och var också själv en aktiv insamlare av autentisk, traditionell musik. Under sina sista år gjorde han omfattande turnéer i USA, Kanada och Europa.
Clayton tog en magisterexamen i Folklore vid University of Virginia. Redan som ung började han samla musik och spela gitarr. Hans första inspelningar kom från ett litet specialiserat skivbolag, men 1956 började han på Folkways Records, och fortsatte senare på Elektra Records. Han gjorde sin sista inspelning 1965.
Clayton hade personliga problem i mitten av 20-åren med frustration över sin karriär med tvivel till följd av sin homosexualitet, men också manisk depression och drogmissbruk. Han dog för egen hand 1967.

## Diskografi i urval

### Album
- 1954? Whaling Songs & Ballads, Stinson Records
- 1956? Waters of Tyne: English North Country Songs & Ballads, Stinson Records
- 1956 Bay State Ballads, Folkways Records
- 1956 Folk Songs and Ballads of Virginia, Folkways Records
- 1956 Cumberland Mountain Folksongs, Folkways Records
- 1956 Viking Record of Folk Ballads of the English Speaking World, Folkways Records
- 1956 Whaling and Sailing Songs from the Days of Moby Dick, Tradition Records
- 1956 Bloody Ballads: British and American Murder Ballads, Riverside Records
- 195? Wanted for Murder: Songs of Outlaws and Desperados, Riverside Records
- 1957 American Broadside Ballads in Popular Tradition, Folkways Records
- 1957 Dulcimer Songs and Solos, Folkways Records
- 1957 American Songs of Revolutionary Times, Olympic Records
- 1958 Timber-r-r! Lumberjack Folk Songs & Ballads, Riverside Records
- 195? Concert of British and American Folksongs, Riverside Records
- 1958 Unholy Matrimony, Elektra Records
- 1958 Bobby Burns' Merry Muses of Caledonia, Elektra Records
- 1959 Foc'sle Songs and Shanties (with The Foc'sle Singers), Folkways Records
- 1961 Home-Made Songs & Ballads, Monument Records
- 1965 Paul Clayton: Folk Singer!, Monument Records
- 1975 Bill Clifton & Paul Clayton: The First Recordings, A Bluegrass Session, 1952, Bear Family Records
- 2008 Folk Singer & Sings Home Made Songs & Ballads, Monument albums and singles, Bear Family Records